# Renate Hartwig

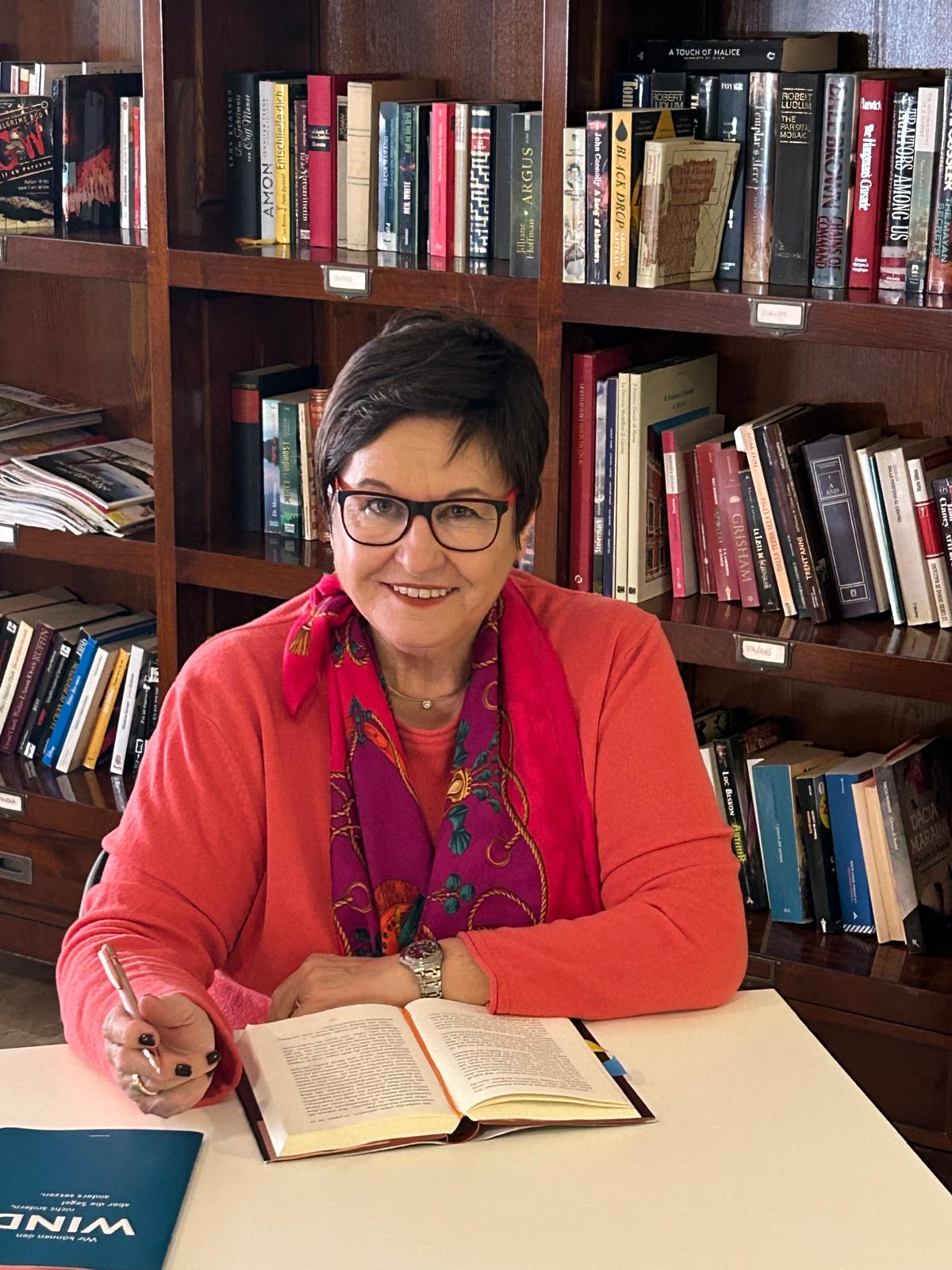
Renate Hartwig (2024)

Renate Hartwig (* 1948 in Lindau) ist eine deutsche Publizistin, die durch ihre Aktivitäten gegen Scientology bekannt wurde.

## Leben und Wirken
Renate Hartwig war ursprünglich als Sozialarbeiterin tätig. Einer breiten Öffentlichkeit wurde Hartwig durch ihre kritischen Bücher über die Sekte Scientology bekannt, die sie schrieb, als sie sich einige Jahre gegen diese Organisation einsetzte. Später kritisierte sie zunehmend andere Kritiker von Scientology. Sie beendete ihre Scientology-Kritik im Jahr 2002.
Im Jahr 2000 gründete Hartwig die Aktion Eule, in deren Rahmen Unternehmen als Sponsoren für den Jugendroman „Gefährliche Neugier“ der Autorin auftraten, wodurch die Bücher an Schulklassen verschenkt werden konnten.
2007 bis 2014 publizierte die – nach eigener Sichtweise – Fürsprecherin von Patienten und Hausärzten gegen die von „Kapitalinteressen“ dominierte Gesundheitspolitik, ab 2015 mit Schwerpunkt in der Belletristik.
2017 entstand gemeinsam mit einer Schulklasse der Jugendroman Einsturzgefährdet, in dem Feindseligkeiten hinter der friedlichen Fassade einer Schule romanhaft geschildert und auch gelöst werden.
2018 erschien im Direct Verlag ihr jüngster Roman Erbschleicher und sonstige Verwandte, der sich mit Eingriffen von Soziopathen in vorher intakte Familienstrukturen beschäftigt. Laut Auskunft der Autorin handelt es sich um einen Tatsachenroman.
Von 1994 bis 2004 war sie verantwortliche Redakteurin des im „Direct Verlag“ ihres Ehemannes herausgegebenen Magazins „Direct Report“.
2022 setzte sie sich für den Erhalt der Grundschule Oberfahlheim im gleichnamigen Teilort ihrer Heimatgemeinde Nersingen ein.
Renate Hartwig ist verheiratet und hat drei erwachsene Kinder.

## Publizistische Tätigkeit

### Publikationen zum Gesundheitssystem
- Der verkaufte Patient (2008)[11]

- Krank in Deutschland (2010)
- Geldmaschine Kassenpatient – wo bleibt unser Beitragsgeld? Die Streitschrift, Direct-verlag, 2012
- Der goldene Skalp, fontis Verlag Basel, 2014[12]

### Andere Publikationen
- Einsturzgefährdet, Direct Verlag, 2017[13]

- Du hast nichts zu verlieren außer Deiner Angst, Pattloch Verlag, 2010[14]

- Erbschleicher und §onstige Verwandte, Direct Verlag, 2018